# Marianice
Marianice – kolonia w Polsce położona w województwie wielkopolskim, w powiecie wolsztyńskim, w gminie Siedlec.
W latach 1975–1998 miejscowość administracyjnie należała do województwa zielonogórskiego. W 1921 roku stacjonowała tu placówka 17 batalionu celnego.